# Puente de Gallox
El puente de Gallox (en inglés, Gallox Bridge) situado en la pequeña localidad de Dunster en el condado inglés de Somerset es un monumento clasificado de Grado I y un monumento planificado. El puente data del siglo XV, se encuentra al cuidado del English Heritage y está gestionada por el National Trust.
El puente de piedra para caballos de carga (caballos cargados con bolsas laterales o alforjas) cruza el río Avill en el extremo sur del pueblo, debajo del castillo de Dunster en un punto que pudo haber sido el límite del flujo de las mareas durante el período medieval. Era importante para el transporte de lana y otros bienes al mercado dentro del pueblo, que se estableció en 1222. El nombre se deriva de la cercana horca. Al estrecho puente se accede a través de una calzada elevada para peatones, mientras que el tráfico sobre ruedas utilizaba el vado adyacente.

## Historia
El puente cruza el río Avill, que nace en la vertiente oriental de Dunkery Beacon, fluye hacia el norte a través de las localidades de Timberscombe y Dunster y finalmente desemboca en el Canal de Bristol en Dunster Beach. Es probable que existiera un puente anterior en el mismo lugar ya que en el siglo XIV se conocía como Doddebrigge. El puente pudo haber estado en el límite de la desembocadura de marea del río durante la época medieval. Dunster Beach, que incluye la desembocadura del río Avill, se encuentra ahora aproximadamente a 0,8 km del pueblo y solía tener un importante puerto, conocido como Dunster Haven, que se utilizaba para la exportación de lana en la época sajona; sin embargo, se utilizó por última vez en el siglo XVII y actualmente ha desaparecido entre los diques, prados y marismas cercanos a la costa.
En el siglo XIII, Dunster se había convertido en un importante centro de producción de lana y prendas de vestir; el mercado se remonta al menos a 1222, y un tipo particular de kersey o paño se conoció como «Dunsters». La prosperidad de Dunster se basaba en el comercio de lana, y las ganancias ayudaron a pagar la construcción de la torre de la Iglesia Prioral de San Jorge.
Se cree que el nombre Gallox se deriva de la horca, ya que la horca del pueblo estaba cerca, cuando se llamaba Gallocksbrigge. El puente está cerca del Molino de agua de Dunster, en la base de la colina sobre la que se asienta el castillo de Dunster y proporciona acceso al sitio del parque de ciervos. También se encuentra dentro del Área de Conservación de Dunster.
Ha estado bajo la tutela del English Heritage desde la década de 1950.

## Características
Se trata de un estrecho puente de piedra para caballos de carga, ubicado en las afueras del sur de Dunster, con dos arcos sobre el río Avill. Tiene un ancho de calzada de 1,2 metros, un ancho total de 1,9 metros y una longitud de 13,5 metros. Los lados del puente tienen cada uno cuatro nervaduras estrechas y biseladas. El acceso desde el pueblo se realiza a través de una calzada elevada.